# Ernâni do Amaral Peixoto
Ernâni do Amaral Peixoto (Niterói, 14 de julio de 1904 — Río de Janeiro, 14 de marzo de 1989), o simplemente Amaral Peixoto, fue un militar y político brasileño.

## Biografía

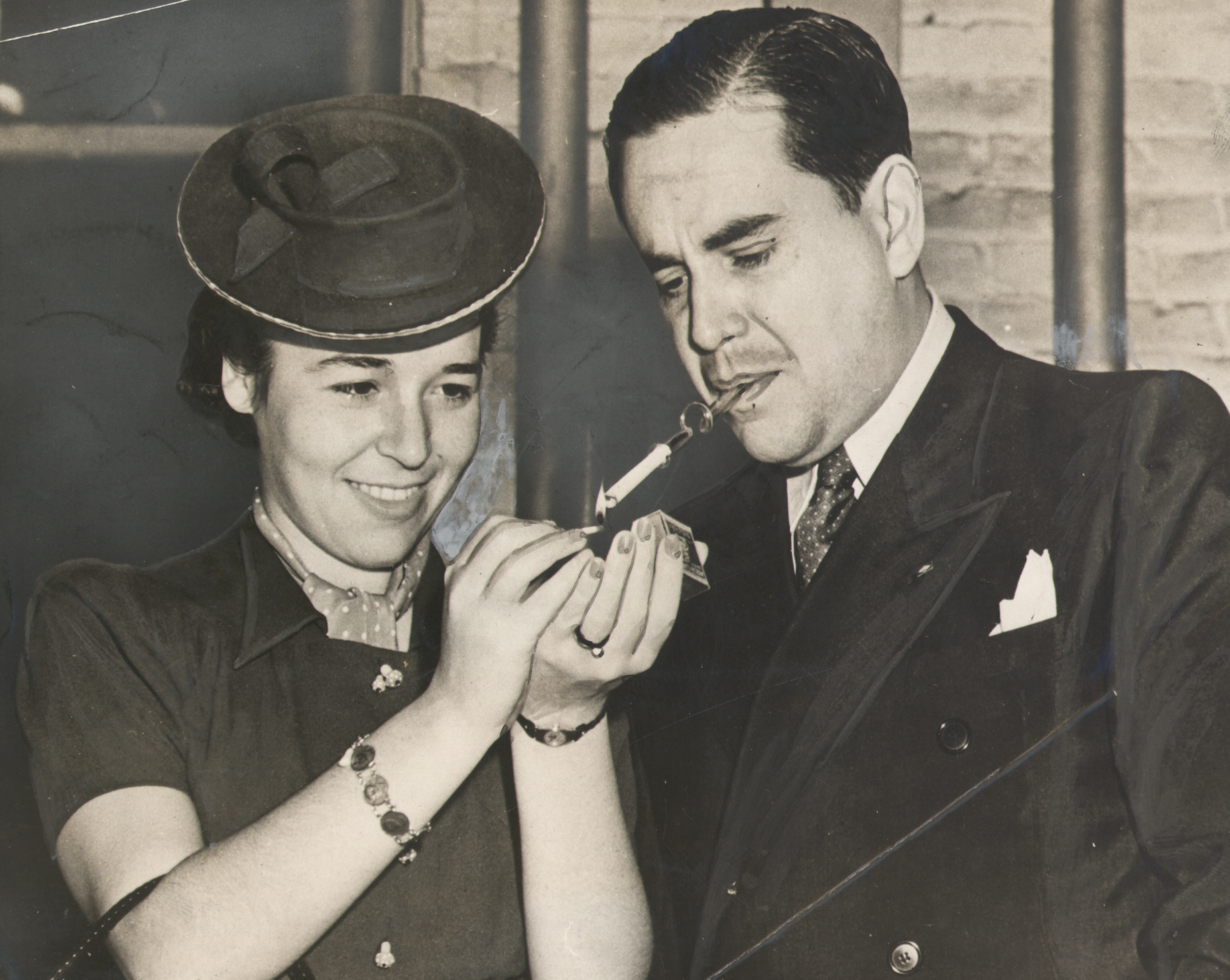
Con la primera dama Alzira Vargas.

Nació en Niterói, hijo de Augusto do Amaral Peixoto y Alice Monteiro. Ernâni cursó sus estudios secundarios en el Colegio Anchieta de la ciudad de Nova Friburgo. Ingresó en la Escuela Naval en 1923 y en 1927 se graduó de ingeniero geógrafo en la Escuela Politécnica de Río de Janeiro.
Por influencia de su hermano Augusto do Amaral Peixoto, también militar, tuvo contacto con el movimiento tenentista antes de la revolución de 1930 a la que apoyaría y que llevaría a Getúlio Vargas al poder. Luego del inicio de la revolución constitucionalista de 1932, regresó de inmediato desde Europa al Brasil, donde luchó al lado de las fuerzas gubernamentales como voluntario. Al año siguiente fue nombrado ayudante de campo del presidente de la República.
Se casó con Alzira Vargas, hija de Getúlio Vargas. De esta unión nació su única hija, Celina Vargas do Amaral Peixoto, quien se casó con el político Wellington Moreira Franco.
Fue nombrado interventor del estado de Río de Janeiro el 9 de noviembre de 1937 en vísperas de la instauración del Estado Novo, siendo nuevamente nombrado al día siguiente debido a la nueva constitución. En ese cargo, procuró mejoras en las condiciones económicas fluminenses de lo que resultó la implantación de la Companhia Siderúrgica Nacional (CSN), en la ciudad de Volta Redonda, y de la Fábrica Nacional de Motores (FNM), en Duque de Caxias.
En 1939, sustituido del cargo de interventor por Alfredo da Silva Neves, presidente del Consejo de Administración del Estado de Río, Ernani comenzó a trabajar informalmente en los Estados Unidos de América por la aproximación del Brasil con los aliados en la Segunda Guerra Mundial, lo que acabó generando resistencia de ciertos sectores de las Fuerzas Armadas que simpatizaban con el Eje. De regreso al país, en 1942, apoyó la realización de manifestaciones estudiantiles favorables a la entrada de Brasil a la guerra en ciudades fluminenses. En 1943 dirigió el servicio de abastecimiento de la Coordinación de Mobilización Económica, órgano que tenía como objetivo orientar la economía nacional durante el desarrollo del conflicto mundial. Luego fue elegido presidente honorario del comité interaliado.
Luego de la redemocratización del país en 1946, ayudó en la fundación del Partido Social Democrático (PSD), por el cual fue elegido diputado constituyente y también presidente de la sección fluminense entre 1951 y 1965, cuando este partido fue extinguido. En ese periodo, regresó al gobierno del estado de Río de Janeiro y continuó sus esfuerzos para la recuperación económica fluminense y la expansión de la red de carreteras estadual y enfrentando, directamente, la crisis política que se generó tras el suicidio de Getúlio Vargas el 24 de agosto de 1954.
Fue también embajador de Brasil ante los Estados Unidos entre 1956 y 1959. Poco después de su regreso al país, fue nombrado Ministro de Carreteras y Obras Públicas por el presidente Juscelino Kubitschek, quedándose en el cargo hasta inicios de 1961, periodo durante el cual se construyó la ciudad de Brasilia.
Luego del inicio de la dictadura militar, ingresó en el Movimento Democrático Brasileiro (MDB), partido de oposición al nuevo régimen y fue elegido nuevamente como diputado federal en 1966 y luego senador entre 1970 y 1978 cuando fue reelecto para un nuevo periodo, indirectamente, por la asamblea legislativa fluminense. 
Luego de la apertura política, ingresó en el Partido Democrático Social (PDS), heredero de la antigua Aliança Renovadora Nacional (ARENA).
La carretera RJ-106 recibió el nombre de Rodovia Amaral Peixoto desde la década de 1950 siendo la segunda más extensa de todo el estado de Río de Janeiro y construida durante su gobierno. Unía Niterói, su ciudad natal, a la ciudad de Campos dos Goytacazes. Actualmente, el trecho entre Macaé y Campos fue incorporado a la BR-101.